# UFC 22
UFC 22: Only One Can be Champion è stato un evento di arti marziali miste organizzato dall'Ultimate Fighting Championship il 24 settembre 1999 al Lake Charles Civic Center a Lake Charles, Louisiana.

## Retroscena
L'evento è stato caratterizzato da un incontro per il Titolo dei pesi massimi leggeri tra Frank Shamrock e Tito Ortiz. L'incontro Ortiz-Shamrock è stato degno di nota per essere stato ampiamente considerato uno dei migliori incontri MMA di sempre al momento in cui ha avuto luogo, grazie alla gamma completa di abilità mostrate da entrambi i combattenti. L'incontro è caratterizzato da un'azione avanti e indietro che ha visto numerosi takedown da parte di Ortiz e un nitido kickboxing mostrato da Shamrock, che alla fine ha costretto Ortiz alla sottomissione con pugni brutali, gomitate e pugni a martello alla tempia alla fine del 4 ° round. Shamrock avrebbe iniziato il suo semi-pensionamento di breve durata dopo questo incontro, citando una mancanza di concorrenza.
UFC 22 ha segnato la prima apparizione in UFC del futuro UFC Welterweight Champion Matt Hughes, che avrebbe continuato a dominare la divisione dei pesi welter UFC, così come il futuro Campione dei pesi leggeri Jens Pulver, che ha combattuto in un incontro preliminare che non è stato trasmesso in televisione.
Brad Kohler ha segnato uno dei knockout più famigerati nella storia delle MMA. Dopo 30 secondi dall'inizio del primo round, Kohler ha finto un tentativo di takedown, solo per mettere a segno un cross destro esplosivo. Steve Judson è stato messo fuori combattimento all'istante e ha riportato un profondo squarcio al mento nel punto di impatto. Rimanendo incosciente e mostrando segni di difficoltà respiratoria, gli arbitri hanno immediatamente segnalato al personale medico che ha somministrato ossigeno a Judson, che è stato portato in barella all'ospedale locale.
L'evento è stato il secondo a presentare round dopo le significative modifiche alle regole introdotte per la prima volta in UFC 21.

## Risultati
- Incontro categoria Pesi Leggeri:  Jens Pulver contro  Alfonso Alcarez

L'incontro tra Pulver e Alcarez terminò in parità.
- Incontro categoria Pesi Medi:  John Lewis contro  Lowell Anderson

Lewis sconfisse Anderson per KO Tecnico (stop dall'angolo) a 0:13 del terzo round.
- Incontro categoria Pesi Leggeri:  Matt Hughes contro  Valeri Ignatov

Hughes sconfisse Ignatov per decisione unanime.
- Incontro categoria Pesi Medi:  Paul Jones contro  Chuck Liddell

Liddell sconfisse Jones per KO Tecnico (colpi) a 3:53 del primo round.
- Incontro categoria Pesi Massimi:  Brad Kohler contro  Steve Judson

Kohler sconfisse Judson per KO (pugno) a 0:30 del primo round.
- Incontro categoria Pesi Massimi:  Jeremy Horn contro  Jason Godsey

Horn sconfisse Godsey per sottomissione (armlock) a 2:08 del primo round.
- Incontro categoria Pesi Massimi:  Tim Lajcik contro  Ron Waterman

L'incontro tra Lajcik e Waterman terminò in parità.
- Incontro per il titolo dei Pesi Medi:  Frank Shamrock (c) contro  Tito Ortiz

Shamrock sconfisse Ortiz per sottomissione (colpi) a 4:42 del quarto round e mantenne il titolo dei pesi medi, poi rinominati in pesi mediomassimi.